# Serbia Unida
Serbia Unida (JS, en serbio: Jedinstvena Srbija, cirílico serbio: Јединствена Србија), es un partido político de Serbia. Fue fundado el 15 de febrero de 2004 en Jagodina por su primer presidente, Dragan Marković, exmiembro del Partido de la Unidad Serbia. En octubre de 2004, Marković es electo alcalde de la ciudad.
El partido se presentó por primera vez en las elecciones parlamentarias el año 2007, formando una coalición con el Partido Democrático de Serbia. Desde las elecciones parlamentarias de 2008 el partido forma parte de una coalición en torno al Partido Socialista de Serbia. En las últimas elecciones, al partido se le asignaron 6 de los 32 escaños totales obtenidos por tal lista electoral.

## Resultados electorales

### Elecciones parlamentarias
| Elecciones | Cabeza de lista    | # de votos | %      | Escaños | Estatus           | Notas                      |
| ---------- | ------------------ | ---------- | ------ | ------- | ----------------- | -------------------------- |
| 2007       | Vojislav Koštunica | 667.615    | 16,55% | 4/250   | Oposición         | Coalición con DSS y NS     |
| 2008       | Ivica Dačić        | 313.896    | 7,58%  | 3/250   | Apoya al gobierno | Coalición con SPS y PUPS   |
| 2012       | Ivica Dačić        | 567.689    | 14,51% | 7/250   | Apoya al gobierno | Coalición con SPS y PUPS   |
| 2014       | Ivica Dačić        | 484.607    | 13,49% | 7/250   | Apoya al gobierno | Coalición con SPS y PUPS   |
| 2016       | Ivica Dačić        | 413.770    | 10,95% | 6/250   | Apoya al gobierno | Coalición con SPS, ZS y KP |
| 2020       | Ivica Dačić        | 334.333    | 10,78% | 7/250   | Oposición         | Coalición con SPS          |

- Datos: Q1559559